# Mano (fumetto)
La Mano (Hand), è un'organizzazione criminale immaginaria dei fumetti creata da Frank Miller (testi e disegni) pubblicata dalla Marvel Comics. La sua prima apparizione avviene in Daredevil (vol. 1) n. 174 (settembre 1981).
Mistica setta ninja fondata nel 1588 come una società segreta di ideali nazionalisti, la Mano (手?, Te) brama il potere al di sopra di ogni altra cosa e, nei secoli, si è asservita al demone primordiale noto come "La Bestia" divenendo profondamente coinvolta nella criminalità organizzata e in attività mercenarie come l'omicidio su commissione. I membri della Mano si contraddistinguono per le loro vesti rosse, sono esperti di ninjitsu e praticano arti occulte tanto potenti da essere in grado di riportare in vita i morti come loro servitori. Oltre ad avere un'inimicizia storica con l'ordine ninja benevolo dei Casti, si sono scontrati più volte con Daredevil, Elektra, il Punitore, Stick, Wolverine, Ronin, l'Uomo Ragno, la Gatta Nera, Venom, Iron Man, il Dottor Strange, Wong, la Vedova Nera, Moon Knight, la Pantera Nera, i Vendicatori, gli X-Men, i Difensori, i Thunderbolts, lo S.H.I.E.L.D. e i Maestri delle Arti Mistiche.

## Storia
Nel 1588 Kagenobu Yoshioka (吉岡 影ノブ?, Yoshioka Kagenobu), sensei della Scuola della Spada Ishiyama, nel villaggio di Kyushua, divenuto sempre più frustrato dalla corruzione e dalla contaminazione di influenze straniere sul governo, trasforma la scuola in un campo d'addestramento per samurai con l'obiettivo di riconsegnare il potere politico ai giapponesi. Tale alleanza, formata da almeno un clan per ognuna delle cinque isole del Giappone, viene battezzata "Mano" in linea con una filosofia di Yoshioka:
(Kagenobu Yoshioka, fondatore della Mano)
Uno dei clan ninja affiliati, la Radice del Serpente, assume tuttavia il controllo della Mano dopo averne assassinato il fondatore imponendo il culto del demone chiamato "La Bestia", che li indottrina alla magia nera facendo sì che i cadaveri dei loro adepti caduti in combattimento si vaporizzino senza lasciare traccia o rendendoli in grado di resuscitare coloro che uccidono per poi utilizzarli come servitori. Pur svolgendo incarichi mercenari e collaborazioni con alleati di comodo, da allora la Mano si è prefissa come scopo primario l'ottenimento del potere e il dominio assoluto, cosa che la rende, nel corso dei secoli, temuta sia in Giappone che nel resto del mondo.
Contemporaneamente un membro della Mano originale rimasto fedele agli ideali di Yoshioka, Izo, fonda un altro ordine ninja, i Casti, votato al solo scopo di opporsi alle mire della setta occulta.
Allo scoppio della seconda guerra mondiale quando, approfittando del clima politico, una cabala di giapponesi ultranazionalisti assume il controllo di un'antica società segreta formando un'alleanza con la Mano nella speranza di rovesciare l'Impero giapponese instaurando un regime anticomunista, la setta ninja appoggia il complotto ordito dal barone Strucker per assassinare gli ultranazionalisti assumendo il controllo dell'organizzazione e fondando l'HYDRA con cui, tempo dopo, a Madripoor, i ninja della Mano collaborano al fine di rapire la piccola Natasha Romanoff e farne una loro arma; proposito che viene sventato da Ivan Petrovich, Capitan America e l'avventuriero canadese Logan. Nonostante il fallimento, l'HYDRA e la Mano, negli anni successivi, tornano a collaborare a numerose cospirazioni sovversive.
In seguito alla morte di suo padre, Elektra Natchios si unisce alla Mano divenendo una delle sue più letali assassine ma, in seguito, volta loro le spalle e fa ritorno negli Stati Uniti d'America per divenire una sicaria a pagamento. Oltraggiata, la Mano la fa inseguire fino a New York da un gruppo di ninja guidati dal loro miglior guerriero, Kirigi, dando luogo a una cruenta battaglia che viene alla fine vinta da Elektra grazie anche all'aiuto di Devil e dell'ex-mentore di entrambi nonché leader dei Casti Stick. Poco tempo dopo tuttavia, la Mano contrattacca assediando Hell's Kitchen e dando luogo a un violento scontro con i Casti, Devil e la Vedova Nera; prima però che i ninja avversari riescano ad avere il sopravvento, Stick si sacrifica utilizzando un'antica tecnica mistica per prosciugare la loro forza vitale, uccidendoli. Nonostante la morte di numerosi suoi adepti, la Mano vede tale risultato come un trionfo a causa della morte di Stick e, di conseguenza, dopo aver resuscitato Elektra (nel frattempo assassinata da Bullseye) venendo interrotti da Stone e non riuscendo dunque a farne una loro servitrice, si dedicano ad altri schemi tornando nell'ombra per diversi anni, ritornando in scena successivamente nel tentativo di impedire allo spirito di Stick di reincarnarsi in un neonato venendo, anche in tale occasione, ostacolati da Devil e dai Casti.
Matsu'o Tsurayaba, membro della Mano, orchestra uno scambio di corpi tra l'X-Men Psylocke e la sua amante comatosa Kwannon riuscendo poi, tramite condizionamento mentale, a servirsi di entrambe le donne come assassine; nonostante poco dopo Wolverine riesca a far tornare Psylocke in sé, essa rimane bloccata nel corpo della donna asiatica.
Successivamente la Mano stringe un'alleanza con l'HYDRA per uccidere vari supereroi e resuscitarli come assassini ai loro ordini, riuscendo, come prima mossa a fare il lavaggio del cervello a Wolverine, che tuttavia riesce infine a riprendersi e, grazie all'aiuto di Elektra, vanifica i loro piani e uccidendo Tomi Shishido (Gorgon), leader di entrambe le fazioni, motivo per cui, approfittando di ciò, Elektra assume il controllo della setta ninja. Sospettoso, prima dello scoppio della guerra civile dei superumani Capitan America, su consiglio di Devil, manda Maya Lopez in Giappone per tenere d'occhio di nascosto i movimenti della Mano; dopo essersi scontrata con essi nei panni di "Ronin", tuttavia, la ragazza viene riportata in vita e brevemente condizionata, motivo per il quale, dopo essere stata soccorsa dai Nuovi Vendicatori e aver riacquisito il controllo grazie al Dottor Strange, si vendica uccidendo Elektra che, tuttavia, si rivela in seguito un'impostora Skrull.
Tale evento, pur smascherando l'imminente invasione segreta degli alieni mutaforma, lascia la Mano priva di un signore della guerra portando allo scoppio di una guerra intestina che Lord Hiroshi e Lady Bullseye tentano far cessare provando a convincere il Kingpin o Devil ad assumere il controllo della setta. Per impedire alla sua nemesi di riaffermare il proprio potere su New York, il vigilante cieco accetta e, divenuto il leader della Mano vi recluta la nuova Tigre Bianca e Tarantula Nera. Nel momento in cui la Radice del Serpente fa possedere Devil dalla "Bestia", un gruppo composto da Elektra, Luke Cage, Pugno d'acciaio, Misty Knight, Colleen Wing, Moon Knight, l'Uomo Ragno, Punisher, Wolverine, Shang-Chi e Izo, assalita la sua nuova base, la fortezza di Shadowland, per tentare di fermarlo, riescono infine a esorcizzare l'entità demoniaca. Approfittando del vuoto lasciato dall'abbandono di Devil, Kingpin, aiutato da Lady Bullseye e Typhoid Mary, si insinua a capo della setta ninja trasferendo il centro delle sue operazioni negli Stati Uniti.
Contemporaneamente Psylocke, nella speranza di riavere il proprio corpo originale, si mette alla ricerca della setta ninja e del capo della sua neonata divisione giapponese, Matsu'o Tsurayaba; questi però, orrendamente mutilato da Wolverine e impossibilitato a fare seppuku, le rivela di averlo fatto distruggere di modo che essa, in preda alla rabbia, lo uccida mettendo fine alle sue sofferenze. In seguito ad una breve guerra con la Yakuza, Sabretooth diviene il nuovo leader della divisione giapponese.

## Membri
- Tanya Adrian (Lady Gorgon)
- Akatora
- Akuma
- Bakuto - daimyō
- Bisento
- Cherry Blossom
- Betsy Braddock (Psylocke)
- Budo
- Lady Bullseye
- Boyd Buzzard
- Buford Buzzard
- Abraham Cornelius
- Lyle Crawford
- Victor Creed (Sabretooth)
- Daito
- Raven Darkhölme (Mystica)
- Doka
- Enteki
- Enteki II
- Erynys
- Clarice Ferguson (Blink)
- Feruze
- Wilson Fisk (Kingpin)
- Genkotsu
- Azuma Goda
- Keniuchio Harada (Silver Samurai)
- Shingen Harada (Silver Samurai)
- Lord Hiroshi
- James Howlett (Wolverine)
- Izanagi
- Izo
- Jonin
- Karsano
- Harry Kenkoy
- Kirigi
- Kuroyama (Montagna Nera)
- Carlos LaMuerto (Tarantula Nera)
- L. Thompson Lincoln (Lapide)
- Loto Nero
- Makoto - daimyō
- Makro
- Eliza Martinez
- Nina McCabe
- Monaco d'acciaio
- Matt Murdock (Devil)
- Junzo Muto
- Elektra Natchios
- Osaku
- Azumi Ozawa
- Arthur Perry
- Phaedra
- Arkady Rossovich (Omega Red)
- Ophelia Sarkissian (Viper)
- Sasaki
- Tomi Shishido (Gorgon)
- Shoji Soma
- Grigori Sovchencko (Ghost Maker)
- Tiberius Stone
- Takashi - daimyō
- Tegaki
- Angela Del Toro (Tigre Bianca)
- Matsu'o Tsurayaba
- Phil Urich (Hobgoblin)
- Mary Walker (Typhoid Mary)
- Ken Wind
- Colleen Wing
- Shingen Yashida
- Meiko Yin
- Kagenobu Yoshioka
- Yuki
- Yutaka - daimyō

## Altri media

### Cinema
- La Mano è apparso nel film Elektra (2005), in tale versione i ninja che ne fanno parte indossano le classiche tuniche nere, sono guidati dal maestro Roshi e i suoi membri più significativi sono il figlio di Roshi, Kirigi (antagonista principale del film), Typhoid, Tattoo, Stone e Kinkou.
- L'organizzazione ninja "Clan Nero", apparsa nel film Wolverine - L'immortale (2013) è parzialmente ispirata alla Mano.

### Televisione

Madame Gao (Wai Ching Ho), Bakuto (Ramón Rodríguez) e Alexandra Reid (Sigourney Weaver), tre delle cinque "dita" della Mano, nella miniserie televisiva The Defenders.

- Nell'ultimo episodio in due parti della serie animata Iron Man, i servitori del Mandarino (Hypnotia, Blizzard, Blacklash, Turbine e Laser Vivente) vengono indicati come membri della Mano dai media.
- La Mano compare all'interno del Marvel Cinematic Universe come antagonista principale del ciclo, intitolato The Defenders Saga.
  - La Mano compare per la prima volta nella serie televisiva Daredevil. Nella prima stagione, nonostante il nome non venga citato espressamente, viene rivelato che il personaggio di Nobu è un membro della setta e, nel suo scontro finale con Devil ne indossa la tipica uniforme[33], mentre nella seconda stagione ricoprono la funzione di antagonisti principali, sotto la guida di Nobu Yoshioka.
  - La Mano è presente nelle serie televisive Iron Fist e The Defenders come antagonista principale, al centro della storia.

### Videogiochi
- In X-Men vs. Street Fighter, Cammy viene attaccata dalla Mano e soccorsa da Psylocke.
- Nella versione PSP di X-Men le origini - Wolverine, il giocatore affronta i ninja della Mano durante una delle prime missioni.
- In Ultimate Marvel vs. Capcom 3 compariono la fortezza Shadowland e alcuni ninja della Mano, inoltre uno dei costumi alternativi di Strider Hiryu è ispirato al tipico vestiario della setta.
- Bullseye e Elektra vengono entrambi indicati come membri della Mano nel videogioco Marvel: Avengers Alliance, mentre i comuni soldati ninja sono avversari riempitivi in vari livelli.
- La Mano compare nel MMORPG Marvel Heroes.